# Thomas Scholten

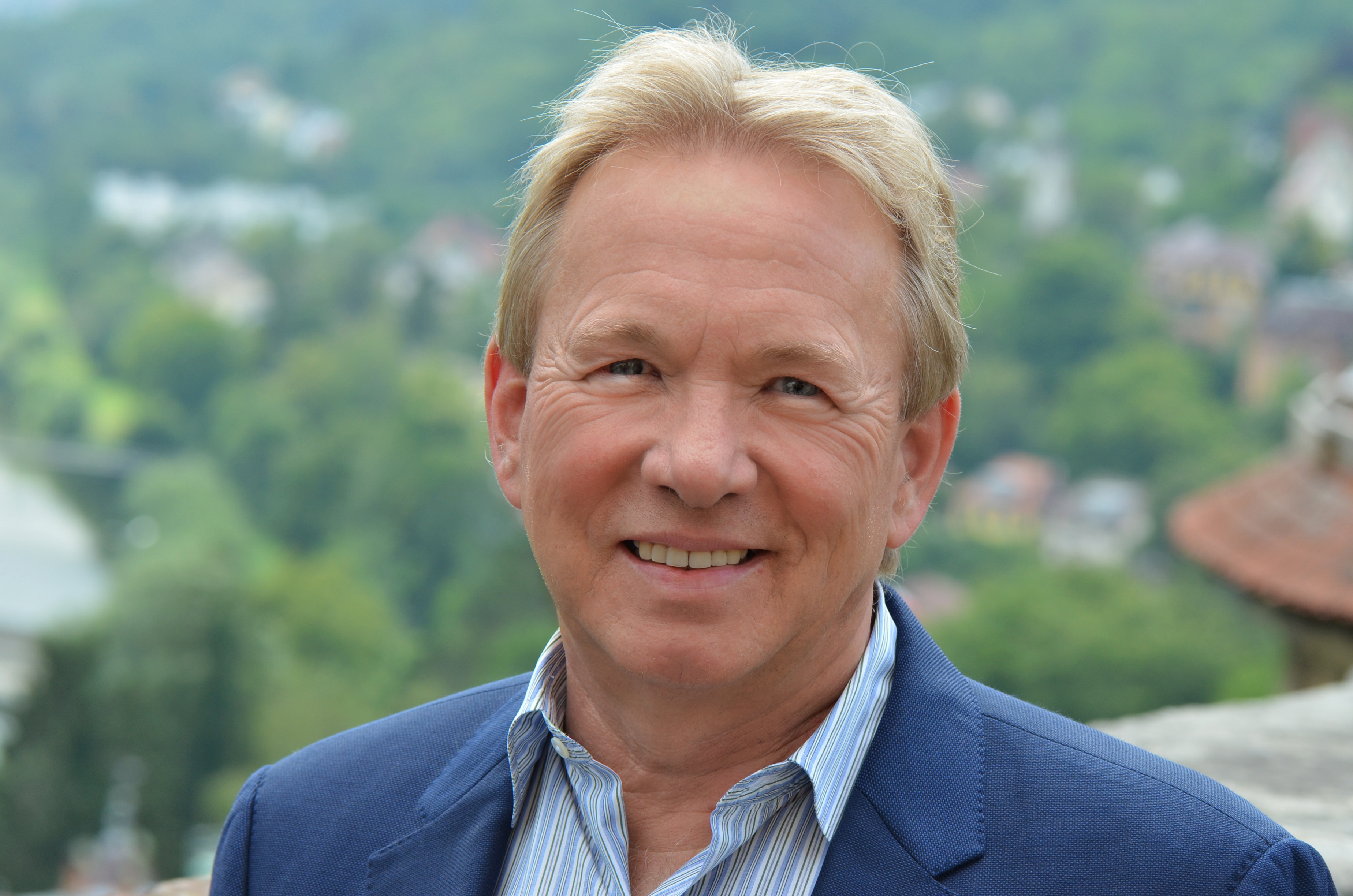
Thomas Scholten (2018)

Thomas Johannes Arnold Scholten (* 21. November 1960 in Rheine) ist ein deutscher Bodenwissenschaftler und Physischer Geograph an der Eberhard Karls Universität Tübingen und Direktor des zugehörigen Geographischen Instituts.
Seine Forschung konzentriert sich auf geoökologische und geomorphologische Aspekte der Bodenkunde, insbesondere Bodenerosion und der Implementierung maschinellen Lernens in der Bodenkunde. Im Laufe seiner Karriere hielt er Positionen an der Westfälischen Wilhelms-Universität Münster, der Justus-Liebig-Universität Gießen sowie der Friedrich-Schiller-Universität Jena inne. Von 2012 bis 2015 war er Präsident der Deutschen Bodenkundlichen Gesellschaft.

## Akademische Laufbahn
Von 1966 bis 1969 besuchte Scholten die katholische Grundschule in Lengerich und wechselte anschließend auf das staatliche Gymnasium der Stadt, wo er 1979 sein Abitur ablegte. Nach dem Schulabschluss arbeitete er in Lengerich bis 1984 weiter als Techniker. Ab 1985 begann Scholten sein Studium an der Westfälischen Wilhelms-Universität Münster, wo er 1990 sein Diplom in Physischer Geographie, Geologie und Mineralogie erlangte. Anschließend promovierte er von 1991 bis 1996 an derselben Universität im Fach Bodenkunde. Nach seiner Promotion wechselte er an die Justus-Liebig-Universität Gießen, wo er von 1997 bis 2002 seine Habilitation in Bodenkunde und Physischer Geographie abschloss.
Im Anschluss war Scholten von 2002 bis 2004 als ordentlicher Professor für Physische Geographie und Bodenkunde an der Friedrich-Schiller-Universität Jena tätig. Seit 2005 ist er Lehrstuhlinhaber für Bodenkunde und Geomorphologie am Geowissenschaftlichen Institut der Mathematisch-Naturwissenschaftlichen Fakultät der Eberhard Karls Universität Tübingen.

## Werk
Scholten publiziert hauptsächlich in den Bereichen Bodenkunde, Umwelt- und Geowissenschaften, darunter 14 Bücher, 288 referierte Artikel und 457 Konferenzbeiträge. Er erhielt Forschungszuschüsse von mehr als 15 Institutionen, vor allem von der Europäischen Union (EU), der Deutschen Forschungsgemeinschaft (DFG) und dem deutschen Bundesministerium für Bildung und Forschung (BMBF). Scholten ist Gutachter für eine Vielzahl internationaler Zeitschriften, fungierte als Gastredakteur für Geoderma, Catena, Soil Systems, Agronomy, Frontiers in Earth Science und ist derzeit Mitglied des Redaktionsausschusses mehrerer Zeitschriften, darunter Journal of Plant Nutrition und Soil Science, Pedosphere und Grassland Research.
Seit 2004 ist Scholten Ratsmitglied der European Society for Soil Conservation (ESSC). Von 2012 bis 2015 war er Präsident der Deutschen Bodenkundlichen Gesellschaft (DBG). In Anerkennung seiner wissenschaftlichen Leistungen wurde er 2016 zum Mitglied der Deutschen Akademie der Technikwissenschaften (Acatech) gewählt. Darüber hinaus ist er seit 2017 als Ko-Sprecher des von der Deutschen Forschungsgemeinschaft (DFG) geförderten Sonderforschungsbereichs (SFB 1070) „RessourcenKulturen“ tätig und seit 2019 als Principal Investigator im Exzellenzcluster „Maschinelles Lernen – Neue Perspektiven für die Wissenschaft“ an der Universität Tübingen aktiv.

## Schriften (Auswahl)
- T. Scholten: Genese und Erosionsanfälligkeit von Boden-Saprolit-Komplexen aus Kristallingesteinen in Swaziland. (= Boden und Landschaft. 15). 1997, ISBN 3-931789-14-4.
- T. Scholten, T. Behrens, P. Felix-Henningsen: Modelling geo-spatial soil properties in mid-altitude landscapes. In: A. Belward, E. Binaghi, P. A. Brivio, G. A. Lanzarone, G. Tosi (Hrsg.): Geo-spatial Knowledge Processing for Natural Resource Management. Varese, Italy 2001, S. 324–328.
- T. Scholten: Verbreitungssystematik und Eigenschaften pleistozäner periglaziärer Lagen in deutschen Mittelgebirgen. (= Relief, Boden, Paläoklima. 19). Borntraeger, 2003, ISBN 3-443-09019-2.
- T. Behrens, T. Scholten: Digital soil mapping in Germany – a review. In: J. Plant Nutr. Soil Sci. Band 169, Nr. 3, 2006, S. 434–443.
- T. Behrens, T., A.-X. Zhu, K. Schmidt, T. Scholten: Multi-scale digital terrain analysis and feature selection for digital soil mapping. Geoderma Band 155, Nr. 3–4. S. 175–185, doi:10.1016/j.geoderma.2009.07.010
- T. Scholten, C. Geißler, J. Goc, P. Kühn, C. Wiegand: A new splash cup to measure the erosion potential of rainfall under vegetation. In: J. Plant Nutr. Soil Sci. Band 174, 2011, S. 596–601, doi:10.1002/jpln.201000349
- T. Scholten, P. Goebes, P. Kühn, S. Seitz, T. Assmann, J. Bauhus, H. Bruelheide, F. Buscot, A. Erfmeier, M. Fischer, W. Härdtle, J.-S. He, K. Ma, P. A. Niklaus, M. Scherer-Lorenzen, B. Schmid, X. Shi, Z. Song, G. von Oheimb, C. Wirth, T. Wubet, K. Schmidt. On the combined effect of soil fertility and topography on tree growth in subtropical forest ecosystems - a study from SE China. In: J Plant Ecol. Band 10, Nr. 1, 2017, S. 111–127, doi:10.1093/jpe/rtw065